# Will Sawin
Will F. Sawin (* Oktober 1993 in Malden, Massachusetts) ist ein US-amerikanischer Mathematiker.
Will Sawin ist ein Sohn von Stephen Sawin, Professor für Mathematik an der Fairfield University, und dessen Ehefrau, einer Webdesignerin. Er hat eine ältere Schwester und einen jüngeren Bruder. Zunächst besuchte er die Stratfield Elementary School in Fairfield und ab der zweiten Klasse parallel die Fairfield High School. In der fünften Klasse begann er, gefördert durch Serge Lang, zusätzlich ein Studium der Mathematik und Ökonomie an der Yale University, das er 2011 im Alter von 17 Jahren mit dem Bachelor-Abschluss beendete. Die High School schloss er kurz danach ab. 2016 wurde er bei Nicholas Katz an der Princeton University promoviert (A Tannakian category and a horizontal equidistribution conjecture for exponential sums). Als Post-Doktorand war er an der ETH Zürich und 2018 bis 2021 am Clay Mathematics Institute (Clay Research Fellow). 2018 wurde er Assistant Professor an der Columbia University (mit tenure).
Für 2021 erhielt er den SASTRA Ramanujan Prize für viele bahnbrechende Beiträge auf der Grenze von Zahlentheorie und Algebraischer Geometrie (Laudatio).
Er wandte unter anderem die Methode der Étale Kohomologie auf die analytische Zahlentheorie (Exponentialsummen) an. Mit Mark Shusterman gelang ihm der Beweis von Analoga der Primzwillingsvermutung und Goldbach-Vermutung im Funktionenkörper-Fall. Sie bewiesen auch Funktionenkörper-Analoga der Vermutung von Chowla über die Korrelationen der Möbiusfunktion und der Vermutung von Edmund Landau über die Existenz unendlicher vieler Primzahlen der form {\displaystyle n^{2}+1}. Mit Emmanuel Kowalski und Philippe Michel (Annals of Mathematics 2017) schrieb er eine Arbeit über bilineare Formen mit Kloosterman-Summen, die ein lange offenes Problem über Momente von L-Funktionen löste. Dabei kombinierten sie Methoden aus der Theorie automorpher Funktionen, analytischer Zahlentheorie und p-adischer Kohomologie. Von ihm und Tim Browning stammt eine grundlegende Arbeit (Annals of Mathematics 2020) über eine geometrische Version der Kreismethode von Hardy, Littlewood und Ramanujan. Das ermöglichte einen erheblichen Fortschritt im Verständnis der Modulräume rationale Kurven gegebenen Grades auf glatten Hyperflächen und die Lösung von Abzählproblemen auf solchen Flächen. 2020 bewies er die Mischungsvermutung von Philippe Michel und Akshay Venkatesh im Fall positiver Charakteristik im Funktionenkörperfall (Inventiones Mathematicae 2020).
Er befasst sich auch mit extremaler Kombinatorik und Komplexitätstheorie (so bewies er 2013 mit Kollegen, dass die Frage ob Matrizen die  eingeschränkte Isometrie-Eigenschaft erfüllen (wichtig in der Theorie des Compressed Sensing), NP-schwer ist).
Sawin lebt in New York City. Er ist verheiratet und hat eine Tochter.

## Schriften
- mit Etienne Fouvry, Emmanuel Kowalski, Philippe Michel: Lectures on applied l-adic cohomology, Arizona Winter School 2016, Contemporary Mathematics, Band 740, 2019,  Arxiv
- mit Emmanuel Kowalski, Philippe Michel: Bilinear forms with Kloosterman sums and applications, Annals of mathematics, Band 186, 2017, S. 413–500, Arxiv
- mit C. Hall, D. Puder: Ramanujan coverings of graphs, Advances in Mathematics, Band  323, 2018, S. 367–410, Arxiv
- mit Tim Browning: A geometric version of the circle method, Annals of Mathematics, Band 191, 2020, S. 893–948, Arxiv
- mit Brian Lawrence: The Shafarevich conjecture for hypersurfaces in abelian varieties, Arxiv 2020
- mit M. Shusterman: Bounds for the stalks of perverse sheaves in characteristic p and a conjecture of Shende and Tsimerman, Inventiones Mathematicae, Band 224, 2021, S. 1–32, Arxiv
- mit M.Shusterman: On the Chowla and twin primes conjectures over {\displaystyle F_{q}[t]}, Annals of Mathematics, Band 196, 2022, S. 457–506, Arxiv (enthält auch den Beweis der Goldbach-Vermutung für Funktionenkörper)